# Hadena aya
Hadena aya är en fjärilsart som beskrevs av Paul Dognin 1897. Hadena aya ingår i släktet Hadena och familjen nattflyn. Inga underarter finns listade i Catalogue of Life.